# Stuart Sutcliffe
Stuart Fergusson Victor Sutcliffe (23. juni 1940, død 10. april 1962) var den oprindelige bassist i The Beatles. Det er Sutcliffe og John Lennon, der er krediteret for navnet The Beatles.

## Karriere

### The Beatles
Sutcliffe var John Lennons kammerat fra den kunstskole, Lennon gik på 1957-59. Sutcliffe var meget talentfuld billedkunstner og egentlig ikke interesseret i at spille musik. Det var noget han gjorde for at være sammen med Lennon. Da Beatles havde engagementer på forskellige klubber i Hamborg, fandt Sutcliffe en tysk kæreste - fotografen Astrid Kirchherr - som tog mange billeder af The Beatles, inden de brød igennem.

### Farvel til The Beatles
Sutcliffe blev optaget på kunstskole i Tyskland og droppede derfor ud af The Beatles, der fortsatte som kvartet med Paul McCartney på bas.

## Død
Sutcliffe fik en hjerneblødning efter længere tids hovedpine og døde på vej til hospitalet i en ambulance.